# Girardot (Cojedes)
Girardot è un comune del Venezuela situato nello stato del Cojedes.
Il capoluogo del comune è la città di El Baúl.